# Claus Deleuran
Claus Deleuran (4. august 1946 i Odense – 31. januar 1996 i Regerup) var en dansk tegneserietegner, -forfatter og historieformidler. Han blev født i Albanigade i Odense, som søn af Otto Deleuran. Claus Deleurans tegneserier hører til blandt de mest priste danske tegneserier. Hans karriere som tegneserietegner startede i (1968) med Bjarkes Saga og hvor han startede som fast tegner for tidsskriftet Frit Forum (senere SOC). Han blev for alvor kendt, da han senere begyndte at tegne for Politisk Revy.
Her startede han serien Thorfinn (1971–1974), der senest i 2005 er blevet genudgivet i sin fulde længde. I 1977 tegnede han Rejsen til Saturn. Figurerne fra Thorfinn-serien blev også genoplivet i flere serier, særligt 3-bindsværket om detektiverne Pirelli & Firestone (1979–1982), som Claus Deleuran lavede i fællesskab med sin bror Jesper Deleuran, hvis tegnestil ikke er helt ulig broderens, samt Mikkeline på skattejagt (1984).
Fra 1987 og frem gik Claus Deleuran i gang med det ambitiøse værk Illustreret Danmarkshistorie for Folket – en tegneserie med et væld af informationer, der kronologisk bevægede sig fra Verdens skabelse og frem. Serien gik i avisen Ekstra Bladet og sideløbende blev plancherne samlet og udgivet i bogform. Midtvejs i 9. bind i 1996 døde Claus Deleuran af en hjerneblødning – serien havde da passeret år 1000. Han er begravet på Bavelse Kirkegård, Glumsø.
Claus Deleurans tegneserie Rejsen til Saturn blev efter hans død filmatiseret af folkene bag Terkel i knibe. Den animerede film inkluderer stemmer af bl.a. Frank Hvam og Casper Christensen og havde biografpremiere d. 26. september 2008.

## Deleurans Plads
Deleurans Plads blev i 2014 navngivet efter Claus Deleuran. Pladsen ligger i Odense på hjørnet af Nyborgvej og Ørbækvej i området mellem Kragsbjergkvarteret og Ejby, Korsløkke Sogn.
Odense Kommune motiverede navngivningen med, at Claus Deleuran voksede op i Gartnerhaven ved Nyborgvej, og at der i mange af hans arbejder indgår motiver, der tydeligvis er inspireret af hans opvækst i Odense. Odense Domkirke optræder fx i "Rejsen til Saturn", ligesom motiver fra Nyborgvej og andre lokaliteter i den østlige bydel er at finde i hans store produktion.